# Албано ди Луканија
Албано ди Луканија (итал. Albano di Lucania) је насеље у Италији у округу Потенца, региону Базиликата.
Према процени из 2011. у насељу је живело 1254 становника. Насеље се налази на надморској висини од 868 м.

## Становништво
Према резултатима пописа становништва 2011. у општини је живело 1.474 становника.
| 1931. | 1936. | 1951. | 1961. | 1971. | 1981. | 1991. | 2001. | 2011. |
| ----- | ----- | ----- | ----- | ----- | ----- | ----- | ----- | ----- |
| 2.316 | 2.462 | 2.647 | 2.470 | 2.031 | 1.752 | 1.682 | 1.612 | 1.474 |